# WGS 84
WGS 84 (англ. World Geodetic System 1984) — всемирная система геодезических параметров Земли 1984 года, в число которых входит система геоцентрических координат. В отличие от локальных систем, является единой системой для всей планеты. Предшественниками WGS 84 были системы WGS 72, WGS 66 и WGS 60.
WGS 84 определяет координаты относительно центра масс Земли, погрешность составляет менее 2 см. В WGS 84 нулевым меридианом считается Опорный меридиан, проходящий в 5,31″(~100 м) к востоку от Гринвичского меридиана. За основу взят эллипсоид с бо́льшим радиусом — 6 378 137 м (экваториальный) и меньшим — 6 356 752,3142 м (полярный). Практическая реализация идентична отсчётной основе ITRF.
С 1997 года WGS84 поддерживается в пределах 10 см в эпохе до 2005 года, в то время как в ITRF действует текущая эпоха ITRF2014.